# Leichtathletik-Europameisterschaften 2022/10.000 m der Frauen

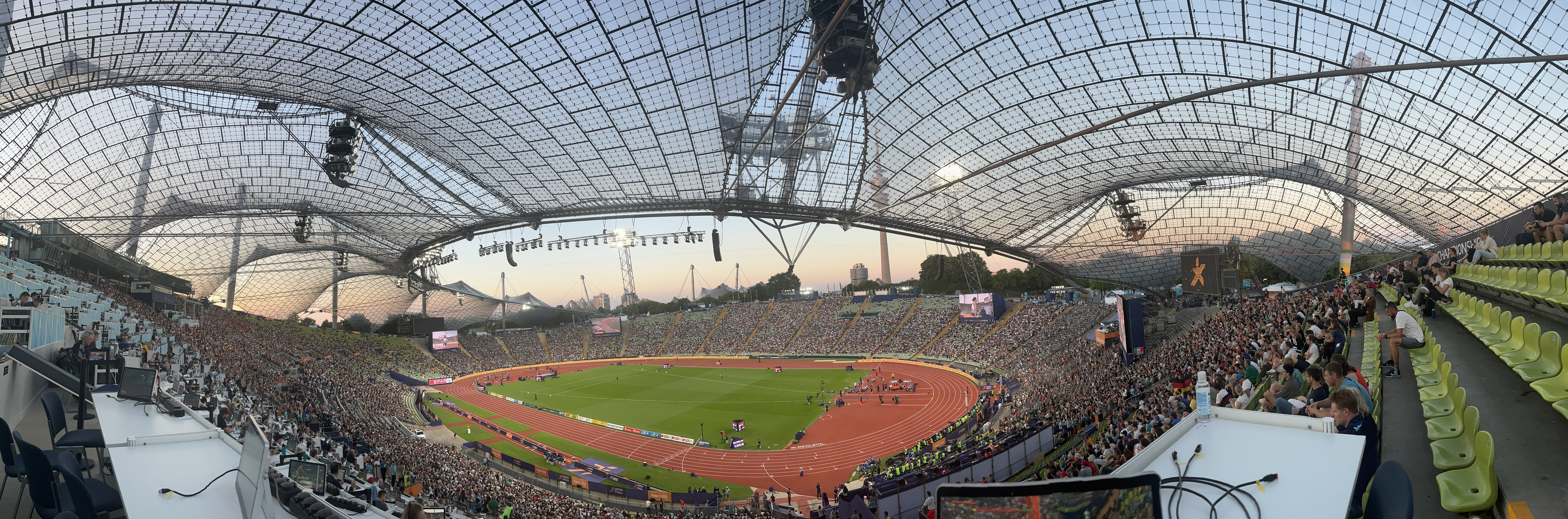
Das Olympiastadion in München während der Europameisterschaften 2022

Der 10.000-Meter-Lauf der Frauen bei den Leichtathletik-Europameisterschaften 2022 wurde am 18. August 2022 im Olympiastadion der deutschen Stadt München ausgetragen.
Es siegte die türkische Doppeleuropameisterin über 5000 und 10.000 Meter von 2016 und EM-Dritte von 2018 über 5000 Meter Yasemin Can. Hier in München gewann sie drei Tage später Silber über 5000 Meter.
Vizeeuropameisterin wurde die britische 5000-Meter-Vizeeuropameisterin von 2018 Eilish McColgan, die hier über 5000 Meter später noch Bronze errang.
Über 10.000 Meter ging Bronze an die für Israel startende Titelverteidigerin Lonah Chemtai Salpeter, die bei den Weltmeisterschaften im Monat zuvor auch Bronze im Marathonlauf gewonnen hatte.

## Rekorde

### Bestehende Rekorde
| Weltrekord           | 29:01,03 min | Letesenbet Gidey | Hengelo, Niederlande    | 8. Juni 2021   |
| Europarekord         | 29:06,82 min | Sifan Hassan     | Hengelo, Niederlande    | 6. Juni 2021   |
| Meisterschaftsrekord | 30:01,09 min | Paula Radcliffe  | EM München, Deutschland | 6. August 2002 |

Der bestehende EM-Rekord wurde bei diesen Europameisterschaften nicht erreicht. Mit ihrer Siegzeit von 30:32,57 min blieb die türkische Europameisterin Yasemin Can 31,48 s über dem Rekord. Zum Europarekord fehlten ihr 1:25,75 min, zum Weltrekord 1:31,54 min.

### Rekordverbesserung
Es wurde ein neuer Landesrekord aufgestellt:

30:46,37 min – Lonah Chemtai Salpeter (Israel), Rennen am 15. August

## Legende
| NR | Nationaler Rekord |

## Finale

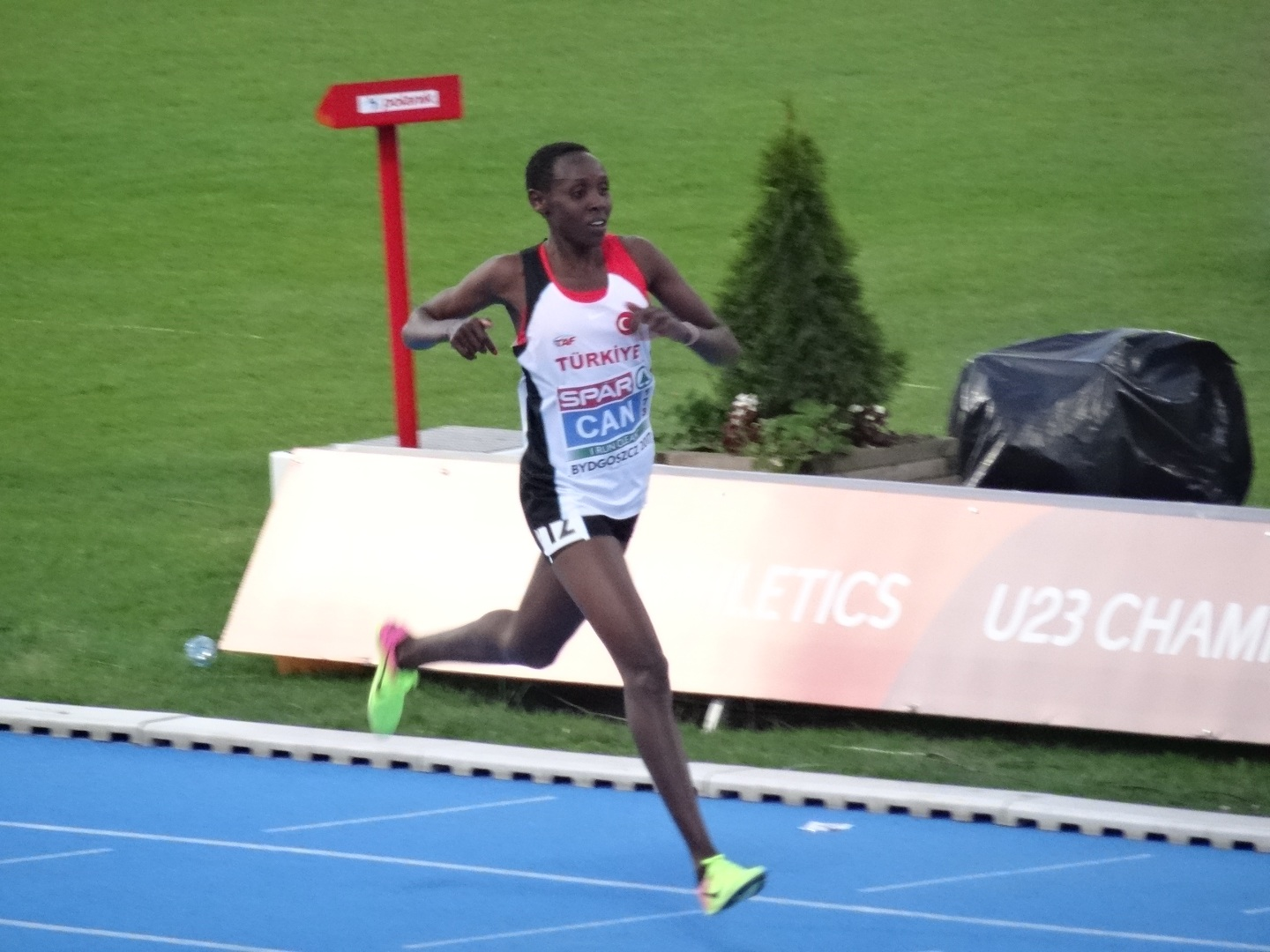
Mit einem Zwischenspurt setzte sich Yasemin Can nach dem siebten Kilometer ab und wurde Europameisterin
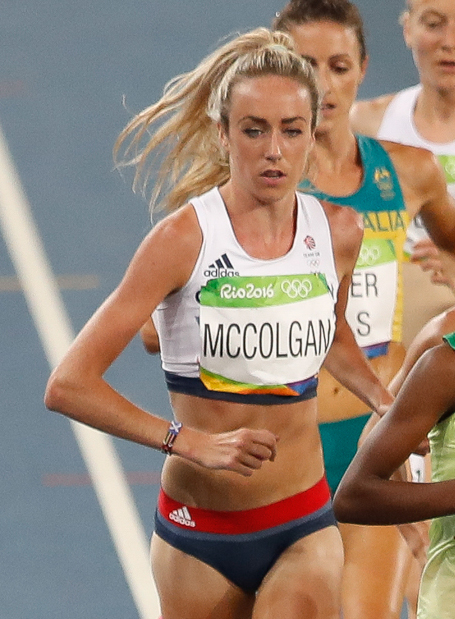
Vizeeuropameisterin Eilish McColgan

15. August 2022, 21:48 Uhr MESZ
| Platz | Name                    | Nation         | Zeit (min)  |
| ----- | ----------------------- | -------------- | ----------- |
| 1     | Yasemin Can             | Türkei         | 30:32,57    |
| 2     | Eilish McColgan         | Großbritannien | 30:41,05    |
| 3     | Lonah Chemtai Salpeter  | Israel         | 30:46,37 NR |
| 4     | Konstanze Klosterhalfen | Deutschland    | 31:05,21    |
| 5     | Selamawit Teferi        | Israel         | 31:24,03    |
| 6     | Samantha Harrison       | Großbritannien | 31:46,87    |
| 7     | Walerija Sinenko        | Ukraine        | 31:55,60    |
| 8     | Alina Reh               | Deutschland    | 32:14,02    |
| 9     | Camilla Richardsson     | Finnland       | 32:19,27    |
| 10    | Jessica Judd            | Großbritannien | 32:23,98    |
| 11    | Silke Jonkman           | Niederlande    | 32:30,92    |
| 12    | Alessia Zarbo           | Frankreich     | 32:36,28    |
| 13    | Mekdes Woldu            | Frankreich     | 32:39,54    |
| 14    | Sarah Lahti             | Schweden       | 32:42,27    |
| 15    | Beatriz Álvarez         | Spanien        | 33:04,18    |
| 16    | Jasmijn Lau             | Niederlande    | 33:14,00    |
| 17    | Maitane Melero          | Spanien        | 33:46,71    |
| 18    | Julia Mayer             | Österreich     | 33:57,29    |

| Zwischenzeiten      | Zwischenzeiten | Zwischenzeiten | Zwischenzeiten |
| Zwischenzeit- Marke | Zwischenzeit   | Führende | 1000-m-Zeit    |
| ------------------- | -------------- | --- | -------------- |
| 1000 m              | 3:13,05 min    | Samantha Harrison mit dem kompletten Feld | 3:13,05 min    |
| 2000 m              | 6:15,74 min    | Eilish McColgan mit 7köpfiger Spitzengruppe | 3:02,69 min    |
| 3000 m              | 9:16,93 min    | McColgan, Can, Klosterhalfen, Judd, Salpeter / Teferi ca. 2 s zurück / 3köpfige Gruppe ca. 8 s zurück                                                                                                 | 3:01,19 min    |
| 4000 m              | 12:19,38 min   | McColgan, Can, Klosterhalfen, Salpeter / Judd ca. 3 s zur. / Teferi ca. 5 s zur. / Harrison, Reh, Sinenko ca. 13 s zur.                                                                               | 3:02,34 min    |
| 5000 m              | 15:22,15 min   | McColgan, Can, Klosterhalfen, Salpeter / Teferi, Judd ca. 9 s zur. / Harrison, Reh ca. 21 s zur. / Sinenko ca. 24 s zur.                                                                              | 3:02,77 min    |
| 6000 m              | 18:26,13 min   | McColgan, Can, Klosterhalfen, Salpeter / Teferi ca. 15 s zur. / Judd ca. 20 s zur. / Harrison, Reh ca. 29 s zur. / Sinenko ca. 34 s zur.                                                              | 3:02,98 min    |
| 7000 m              | 21:29,15 min   | McColgan, Can, Klosterhalfen, Salpeter / Teferi ca. 24 s zur. / Judd ca. 35 s zur. / Harrison ca. 39 s zur. / Sinenko ca. 44 s zur. / Reh ca. 58 s zur.                                               | 3:03,02 min    |
| 8000 m              | 24:24,93 min   | Can / Salpeter, McColgan ca. 7,5 s zur. / Klosterhalfen ca. 12 s zur. / Teferi ca. 50 s zur. / Harrison ca. 55 s zur. / Sinenko, Judd ca. 1:05 min zur. / Reh ca. 1:26 min zur.                       | 2:55,78 min    |
| 9000 m              | 27:29,27 min   | Can / Salpeter, McColgan ca. 12 s zur. / Klosterhalfen ca. 25 s zur. / Teferi ca. 49 s zur. / Harrison ca. 1:06 min zur. / Sinenko ca. 1:15 min zur. / Judd ca. 1:27 min zur. / Reh ca. 1:35 min zur. | 3:04,34 min    |
| 10.000 m            | 30:32,57 min   | Yasemin Can | 3:03,30 min    |

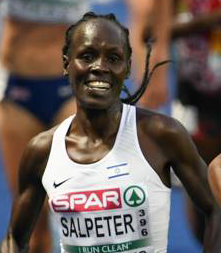
Bronze gab es für Titelverteidigerin Lonah Chemtai Salpeter
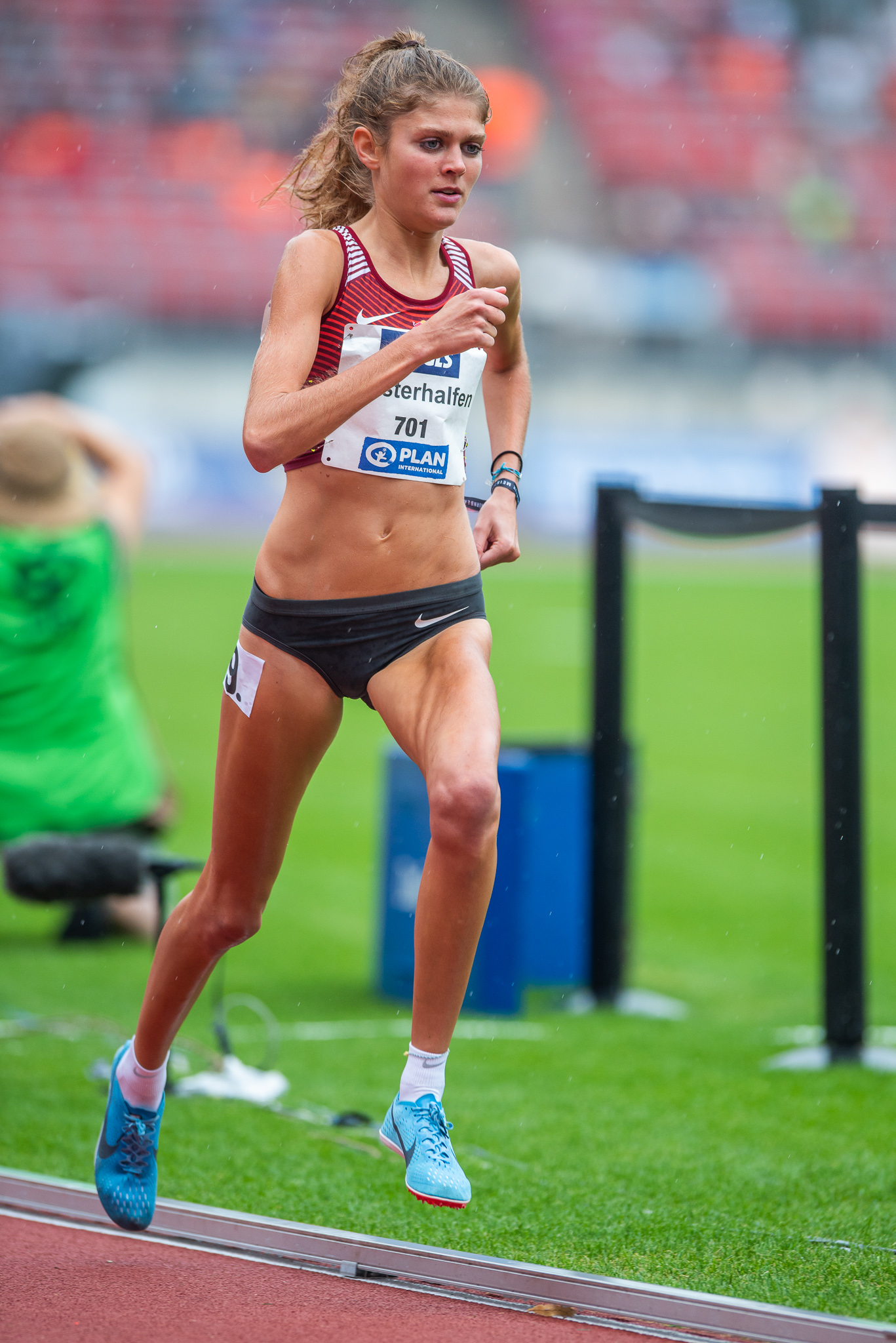
Konstanze Klosterhalfen belegte Rang vier
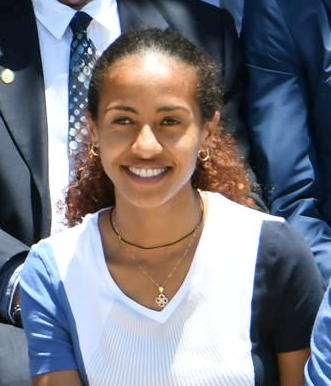
Selamawit Teferi kam auf den fünften Platz
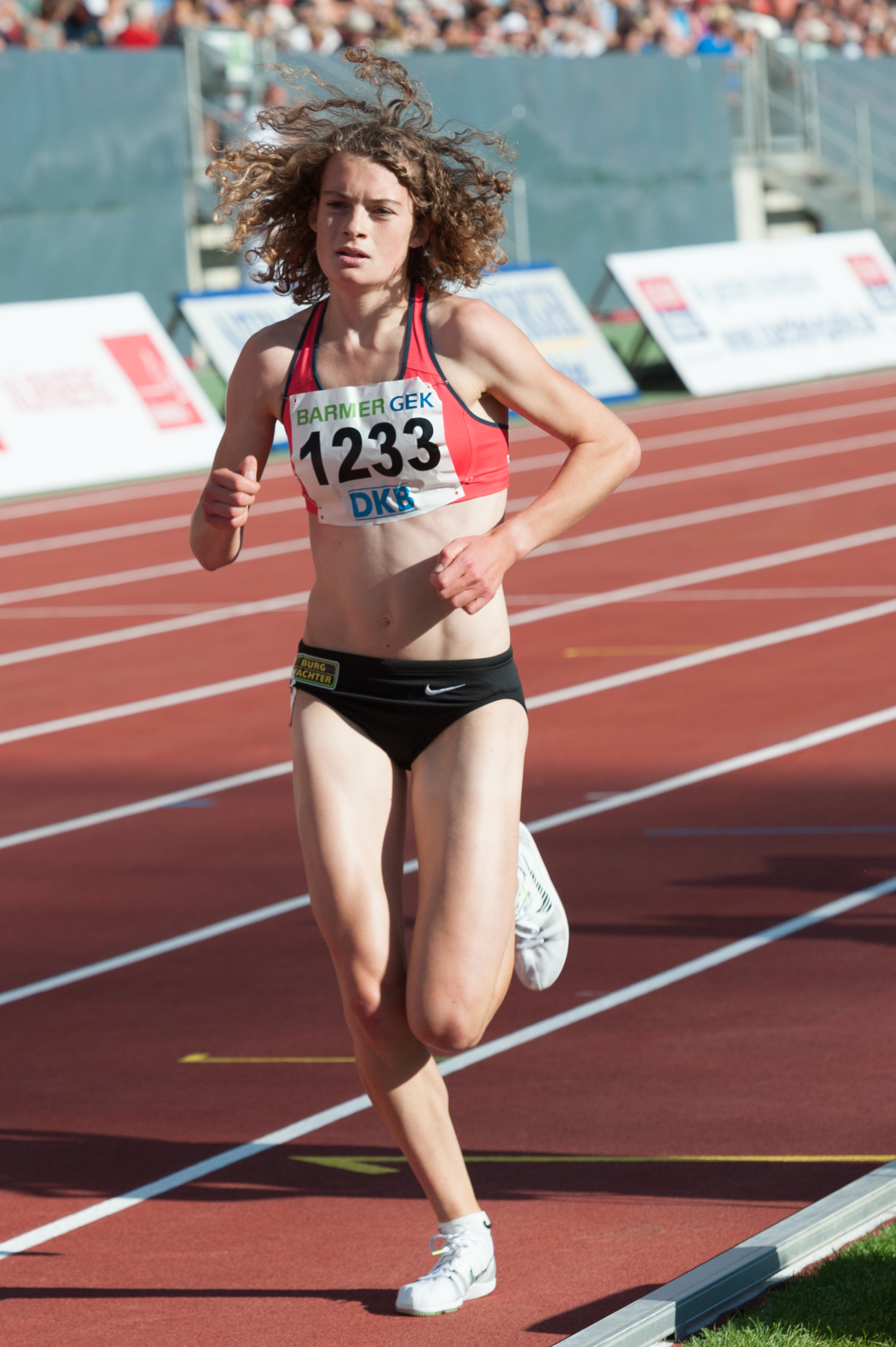
Die achtplatzierte Alina Reh

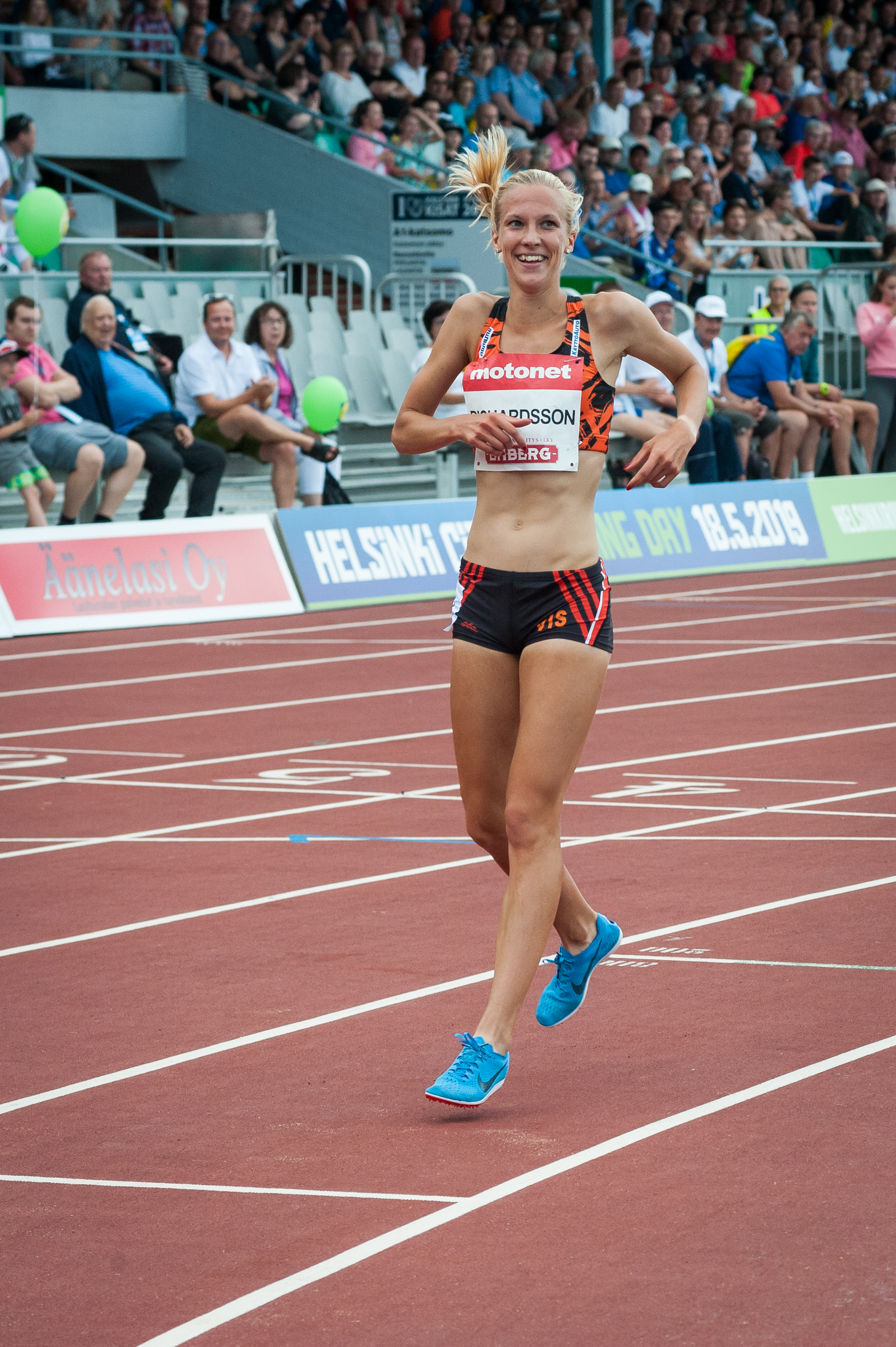
Rang neun für Camilla Richardsson
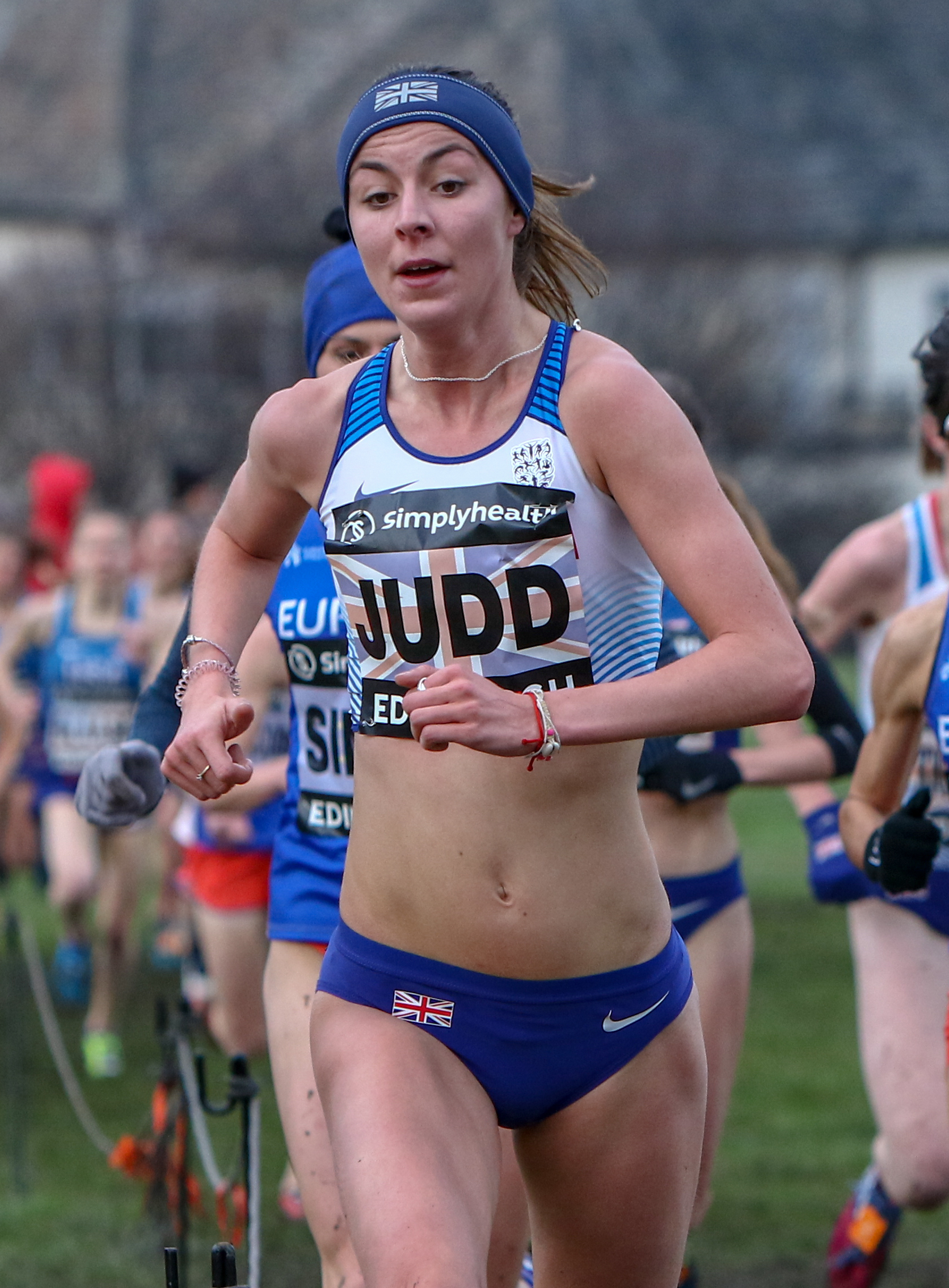
Jessica Judd wurde Zehnte
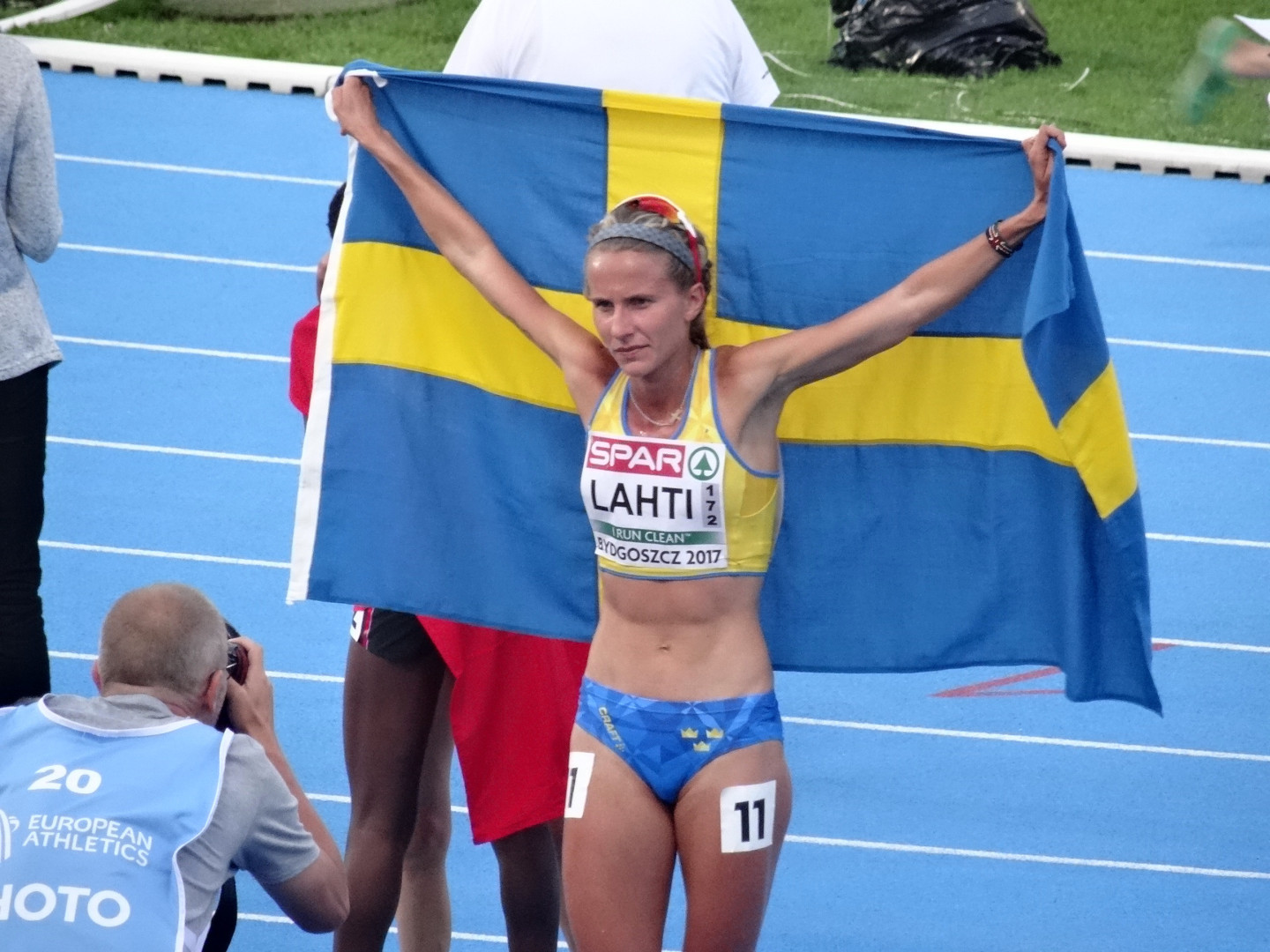
Sarah Lahti erreichte Platz vierzehn
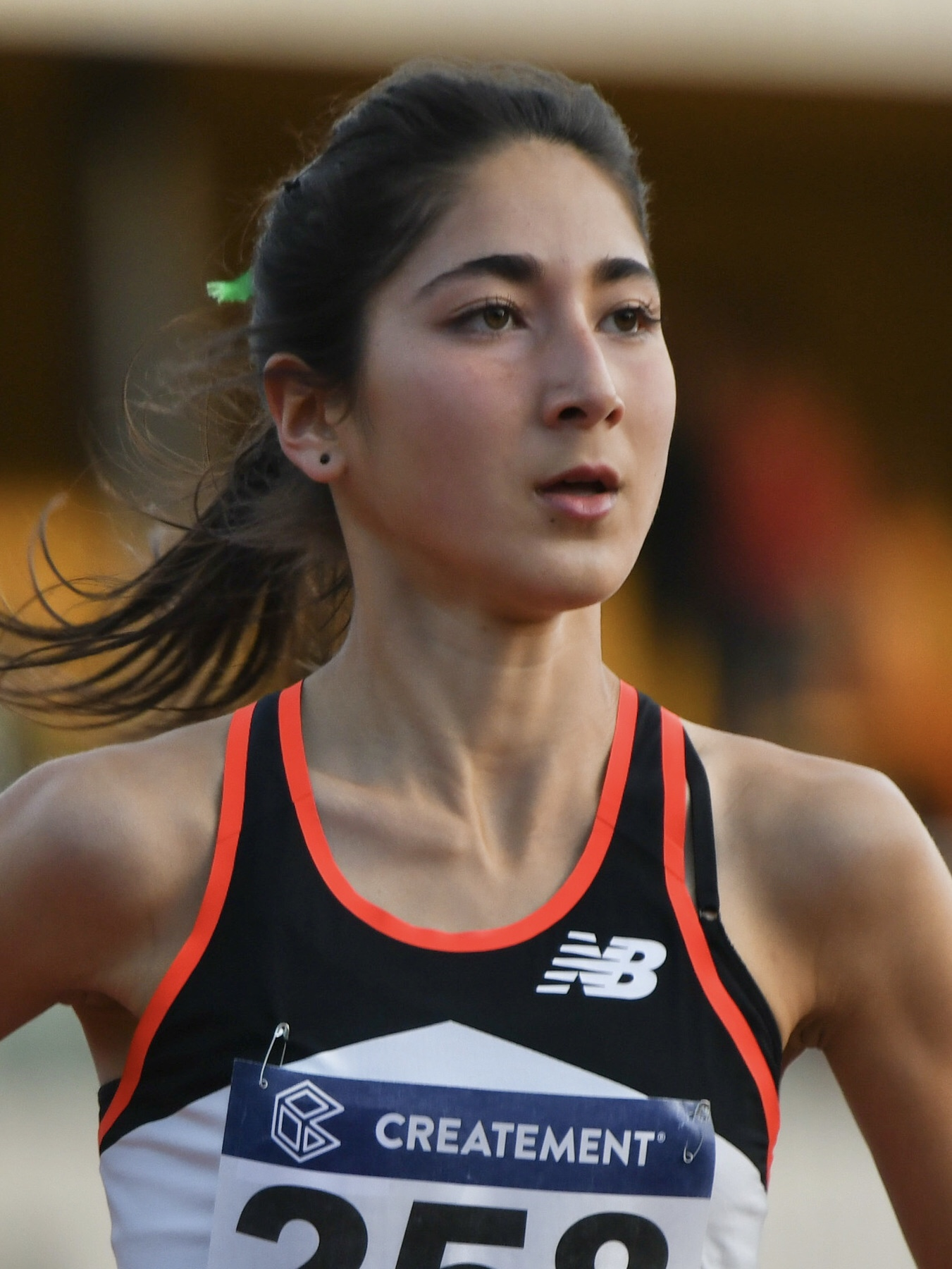
Jasmijn Lau – Rang sechzehn

## Videolink
- WOMENS 10000M FINALS|EUROPEAN CHAMPIONSHIPS MUNICH 2022, youtube.com, abgerufen am 8. April 2023